# Whoopi Goldberg
Whoopi Goldberg, nom amb què es coneix Caryn Elaine Johnson (Nova York, 13 de novembre de 1955) és una actriu i productora estatunidenca. Guanyadora de nombrosos reconeixements, és una de les 17 artistes que han guanyat l'EGOT, que inclou un premi Emmy, un premi Grammy, un Oscar i un premi Tony. El 2001, va rebre el premi Mark Twain de l'humor estatunidenc.

## Biografia
De l'edat de 8 anys ençà, puja a l'escenari per a fer teatre. No li agraden els cursos, i decideix de posar-se a treballar. Encadenarà diverses petites feines, entre les quals serà maquilladora en una funerària, paleta, caixera de banca...
Molt aviat, té una filla, Alexandra, el 1974, quan té tan sols 19 anys. El 1983 que comença la seva verdadera carrera com a actriu. The Spoke Show serà la seva primera obra. Rebrà d'altra banda un Premi Grammy per aquell espectacle, dos anys més tard.
Whoopi fa l'entrada al cinema el 1985, amb El color púrpura de Steven Spielberg, que li valdrà una selecció en els Oscars. És gràcies a aquest paper de Celie, que es farà mundialment coneguda i que li obrirà en gran la porta del cinema. Treballarà en diverses pel·lícules, algunes de més diferents d'altres (Jumpin' Jack Flash', Fatal Beauty, The Long Walk Home, però també  Star Trek). El 1990, el seu paper a Ghost li farà guanyar un Oscar. El seu talent d'aleshores endavant no es discutirà, puix que sap passar d'un registre a l'altre sense problemes.
Venen llavors films de gran èxit com Sister Act i Sister Act 2, però també altres de menys coneguts com ara Made in America amb Will Smith i Ted Danson, Sarafina, i també El joc de Hollywood de Robert Altman, o Corina, Corina amb Ray Liotta, el 1994. Whoopi posarà igualment la seva veu en diversos dibuixos animats com The Lion King (també a Els Razmoket el 1991). Els films Bogus amb Gérard Depardieu així com El soci (1996) seguiran, així com molts altres.
Farà una aparició en diverses sèries més aviat humorístiques, i crearà la seva pròpia sèrie titulada Whoopi, el 2003. Ha tingut l'honor de presentar quatre vegades la cerimònia dels Oscars; cal destacar que ha estat la primera dona a tenir aquesta honor.
El 2005, tornarà sobre l'escena de Broadway, en record de la primera vegada, vint anys abans. Ha escrit igualment llibres per a nens i produeix la sèrie Strong Medicine.
També és cronista en l'emissió The View a la xarxa ABC 4.

## Filantropia i activisme

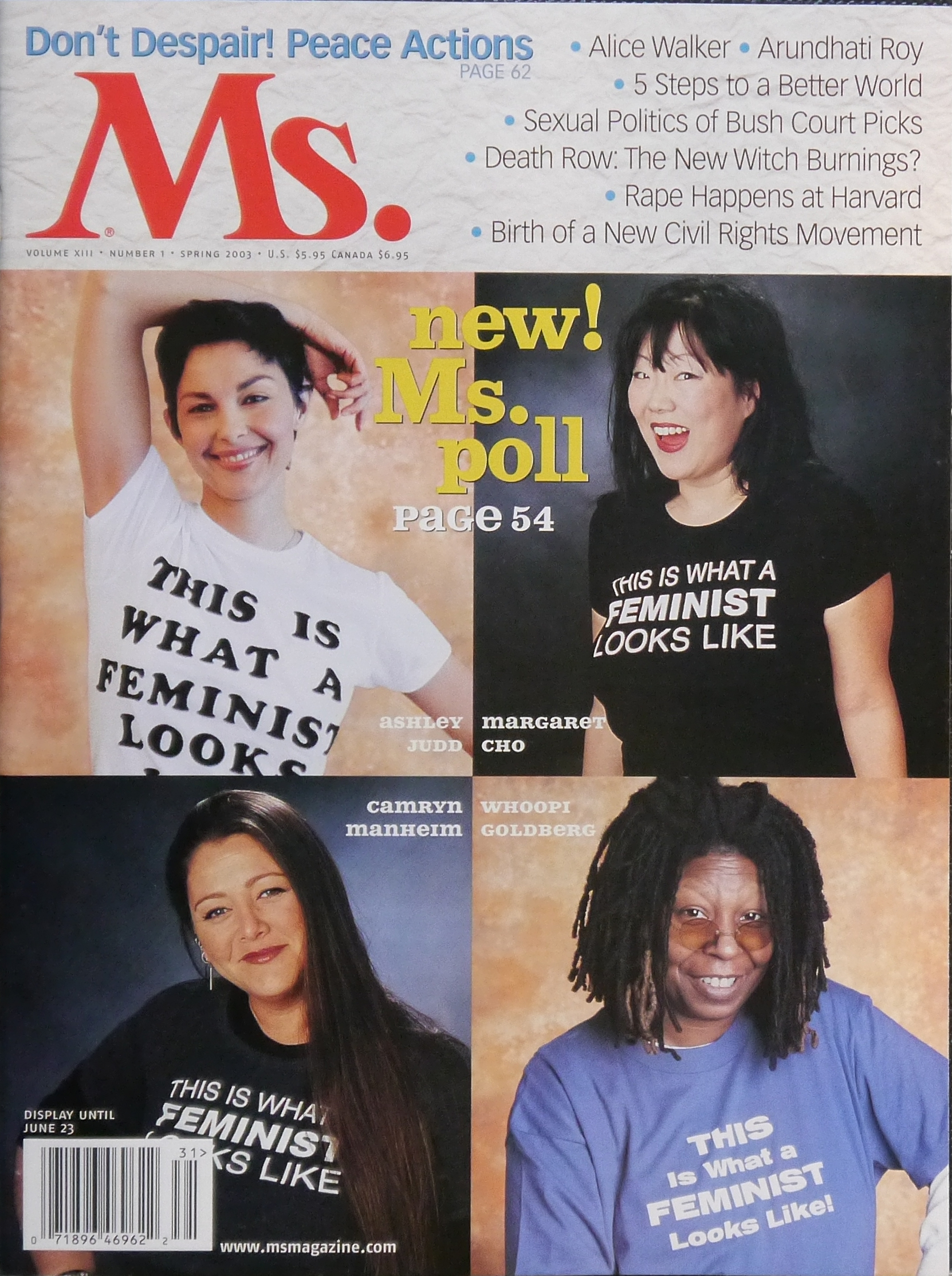
Goldberg (a baix a la dreta) a la portada de la primavera de 2003 de la revista Ms.

El 2006, Goldberg va aparèixer durant el 20è aniversari de Comic Relief. Goldberg és un defensor dels drets humans, moderant un panell a la Cimera de l'Aliança de Moviments Juvenils sobre com es poden utilitzar les xarxes socials per combatre l'extremisme violent el 2008, i també moderant un panell a l'ONU sobre drets humans, infants i conflictes armats, terrorisme i reconciliació el 2009.
L'1 d'abril de 2010, Goldberg es va unir a Cyndi Lauper en el llançament de la seva campanya Give a Damn per conscienciar més sobre la discriminació de la comunitat LGBT i convidar les persones heterosexuals a aliar-se amb la comunitat gai, lesbiana, bisexual i transgènere.
El seu suport d'alt perfil als drets LGBT i l'activisme contra la sida data de la Marxa de 1987 a Washington, en la qual va participar. En un episodi de The View que es va emetre el 9 de maig de 2012, Goldberg va declarar que és membre de la National Rifle Association.
El maig de 2017, va parlar en suport dels drets transgènere als 28th GLAAD Media Awards.
Goldberg forma part de la Junta dels Premis Jefferson per al Servei Públic. També forma part del Consell Assessor del Consell Nacional del Museu Nacional d'Il·lustració Americana. Va ser ponent a la Marxa de Dones de 2017 a la ciutat de Nova York i va tornar a ser així a l'esdeveniment de l'any següent.
El 24 de gener de 2021, Goldberg va aparèixer amb Tom Everett Scott com a convidat a l'episodi de recaptació de fons de la marató Amairican Grabbuddies de The George Lucas Talk Show, on va parlar del seu temps treballant a Snow Buddies i va recaptar diners per a l'ASPCA.

## Vida personal
Goldberg s'ha casat tres vegades. Va estar casada amb Alvin Martin del 1973 al 1979;
 al director de fotografia David Claessen de 1986 a 1988; i a l'organitzador sindical Lyle Trachtenberg de 1994 a 1995. Ha estat vinculada romànticament amb els actors Frank Langella i Ted Danson.
Danson va aparèixer de manera controvertida en blackface durant el Friars Club de 1993; Goldberg va escriure alguns dels seus acudits per a l'esdeveniment i va defensar Danson després d'un atac mediàtic.
Goldberg ha afirmat que no té previst casar-se de nou: "Algunes persones no estan destinades a casar-se i jo no estic destinada a casar-me. Estic segur que és meravellós per a molta gent." En una entrevista de 2011 amb Piers Morgan, va explicar que mai va estimar els homes amb qui es va casar. i va comentar: "Has d'estar realment compromès amb ells... No tinc aquest compromís. Estic compromès amb la meva família."
El 1973, Goldberg va tenir una filla, Alexandrea Martin, que també es convertiria en actriu i productora. A través de la seva filla, Goldberg té tres néts i una besnéta. El 29 d'agost de 2010, la mare de Goldberg, Emma Johnson, va morir després de patir un ictus. Aleshores va deixar Londres, on havia estat actuant al musical Sister Act, però va tornar a actuar el 22 d'octubre de 2010. El 2015, el germà de Goldberg, Clyde, va morir d'un aneurisma cerebral.
El 1991, Goldberg va parlar del seu avortament a The Choices We Made: Twenty-Five Women and Men Speak Out About Abortion. En aquest llibre, va parlar de l'ús d'un penjador per interrompre l'embaràs als 14 anys.
Va dir que havia tingut sis o set avortaments als 25 anys i que les píndoles anticonceptives no van aturar diversos dels seus embarassos. Després del referèndum sobre l'avortament de Kansas del 2022, Goldberg va afirmar que Déu donaria suport als drets a l'avortament perquè donava a les dones llibertat d'elecció.
Goldberg ha afirmat que una vegada va ser una drogadicta "funcionant". Ella ha declarat que va fumar marihuana abans d'acceptar el premi a la millor actriu secundària per Ghost el 1991.
Goldberg té dislèxia. Ha viscut a Llewellyn Park, un barri de West Orange, Nova Jersey, dient que s'hi va traslladar per poder estar fora en privat. Ha expressat la seva preferència per definir-se amb el terme neutre de gènere "actor" en lloc d'"actriu", dient: "Una actriu només pot interpretar una dona. Sóc actor, puc interpretar qualsevol cosa." El març de 2019, Goldberg va revelar que havia estat lluitant contra la pneumònia i la sèpsia, cosa que la va fer prendre una excedència a The View.

## Filmografia

### Cinema
| Any  | Pel·lícula                                             | Paper                                       | Notes |
| ---- | ------------------------------------------------------ | ------------------------------------------- | --- |
| 1982 | Citizen: I'm Not Losing My Mind, I'm Giving It Away    |                                             | |
| 1985 | El color púrpura (The Color Purple)                    | Celie Harris Johnson                        | Globus d'Or a la millor actriu dramàtica Nominada − Oscar a la millor actriu                                                                                 |
| 1986 | Jumpin' Jack Flash                                     | Terri Dolittle                              | |
| 1987 | Burglar                                                | Bernice 'Bernie' Rhodenbarr                 | |
| 1987 | Bellesa mortal                                         | Rita Rizzoli                                | |
| 1988 | The Telephone                                          | Vashti Blue                                 | |
| 1988 | Clara's Heart                                          | Clara Mayfield                              | |
| 1989 | Comicitis                                              | Ella mateixa                                | Paper curt |
| 1989 | Beverly Hills Brats                                    | Ella mateixa                                | Cameo |
| 1989 | Homer & Eddie                                          | Eddie Cervi                                 | |
| 1990 | Ghost                                                  | Oda Mae Brown                               | Oscar a la millor actriu secundària BAFTA a la millor actriu secundària Globus d'Or a la millor actriu secundària Premi Saturn a la millor actriu secundària |
| 1990 | The Long Walk Home                                     | Odessa Cotter                               | |
| 1991 | Wisecracks                                             | Ella mateixa                                | documental |
| 1991 | Blackbird Fly                                          | Ella mateixa                                | Paper curt |
| 1991 | Escàndol al plató (Soapdish)                           | Rose Schwartz                               | |
| 1992 | Sister Act                                             | Deloris Van Cartier / Germana Mary Clarence | Nominada − Globus d'Or a la millor actriu musical o còmica                                                                                                   |
| 1992 | El joc de Hollywood (The Player)                       | Detective Susan Avery                       | |
| 1992 | Sarafina!                                              | Mary Masembuko                              | |
| 1992 | The Magical World of Chuck Jones                       | Ella mateixa                                | documental |
| 1993 | Amb l'arma a punt (Loaded Weapon 1)                    | Sergent Billy York                          | cameo |
| 1993 | Naked in New York                                      | Tragedy Mask on Theater Wall                | |
| 1993 | Made in America                                        | Sarah Mathews                               | |
| 1993 | Sister Act 2: Back in the Habit                        | Deloris Van Cartier / Germana Mary Clarence | |
| 1994 | Liberation                                             | Narradora                                   | Documental |
| 1994 | The Lion King                                          | Shenzi                                      | veu |
| 1994 | The Little Rascals                                     | Buckwheat's mom                             | |
| 1994 | Corina, Corina (Corrina, Corrina)                      | Corrina Washington                          | |
| 1994 | Star Trek Generations                                  | Guinan                                      | no surt als crèdits |
| 1994 | El guardià de les paraules (The Pagemaster)            | Fantasy                                     | veu |
| 1995 | Boys on the Side                                       | Jane Deluca                                 | |
| 1995 | The Celluloid Closet                                   | Ella mateixa                                | Documental |
| 1995 | Dones sota la lluna (Moonlight and Valentino)          | Sylvie Morrow                               | |
| 1995 | Dino Rex (Theodore Rex)                                | Katie Coltrane                              | |
| 1996 | Eddie                                                  | Edwina 'Eddie' Franklin                     | |
| 1996 | Bordello of Blood                                      | Pacient de l'hospital                       | No surt als crèdits |
| 1996 | L'amic invisible (Bogus)                               | Harriet Franklin                            | |
| 1996 | Com triomfar a Wall Street (The Associate)             | Laurel Ayres/Robert S. Cutty                | |
| 1996 | Ghosts of Mississippi                                  | Myrlie Evers                                | |
| 1997 | Pitch                                                  | Ella mateixa                                | Documental, no surt als crèdits |
| 1997 | Mary Pickford: A Life on Film                          | Narradora                                   | Documental |
| 1997 | Conte de Nadal (A Christmas Carol)                     | el fantasma                                 | Veu |
| 1997 | Destination Anywhere                                   | Cabbie                                      | |
| 1997 | In the Gloaming                                        | Infermera Myrna                             | |
| 1997 | An Alan Smithee Film: Burn Hollywood Burn              | Ella mateixa                                | |
| 1998 | Titey                                                  | L'iceberg (veu)                             | Paper curt |
| 1998 | Alegria                                                | Pallasso                                    | |
| 1998 | Un cavaller a Camelot (A Knight in Camelot)            | Dra. Vivien Morgan / Sir Boss               | |
| 1998 | How Stella Got Her Groove Back                         | Delilah Abraham                             | |
| 1998 | Junket Whore                                           | Ella mateixa                                | Documental |
| 1998 | Rudolph (Rudolph the Red-Nosed Reindeer: The Movie)    | Stormella                                   | Veu |
| 1998 | Rugrats (The Rugrats Movie)                            | Ranger Margaret                             | Veu |
| 1999 | Alice in Wonderland                                    | Cheshire Cat                                | |
| 1999 | The Magical Legend of the Leprechauns                  | The Grand Banshee                           | |
| 1999 | Get Bruce                                              | Ella mateixa                                | Documental |
| 1999 | The Deep End of the Ocean                              | Candy Bliss                                 | |
| 1999 | Innocència interrompuda (Girl, Interrupted)            | Valerie Owens, RN                           | |
| 2000 | Les aventures de Rocky i Bullwinkle                    | Jutge, cameo                                | No surt als crèdits |
| 2000 | A Second Chance at Life                                | Narradora                                   | Documental |
| 2000 | More Dogs Than Bones                                   | Cleo                                        | |
| 2001 | Golden Dreams                                          | Calafia, la reina de Califòrnia (narradora) | Paper curt |
| 2001 | Kingdom Come                                           | Raynelle Slocumb                            | |
| 2001 | Monkeybone                                             | Mort                                        | |
| 2001 | Rates a correcuita (Rat Race)                          | Vera Baker                                  | |
| 2001 | The Hollywood Sign                                     | Una de les dones a l'escena del funeral     | Cameo |
| 2002 | Searching for Debra Winger                             | Ella mateixa                                | Documental |
| 2002 | Showboy                                                | Ella mateixa                                | Cameo |
| 2002 | Star Trek: Nemesis                                     | Guinan                                      | No surt als crèdits |
| 2002 | It's a Very Merry Muppet Christmas Movie               | Déu                                         | |
| 2003 | Unchained Memories: Readings from the Slave Narratives | Narradora                                   | documental |
| 2003 | Pauly Shore Is Dead                                    | Ella mateixa                                | Documental |
| 2003 | Bitter Jester                                          | Ella mateixa                                | Documental |
| 2003 | Beyond the Skyline                                     | Ella mateixa                                | Paper curt |
| 2003 | Blizzard                                               | Blizzard                                    | Veu |
| 2003 | Les bones relacions (Good Fences)                      | Mabel Spader                                | |
| 2004 | Pinotxo 3000 (Pinocchio 3000)                          | Cyberina                                    | Veu |
| 2004 | Liberty's Kids                                         | Deborah Samson / Robert Shurtliff           | Episodi 34 |
| 2004 | The N-Word                                             | Ella mateixa                                | Documental |
| 2004 | Els superbebès (Superbabies: Baby Geniuses 2)          | Ella mateixa                                | |
| 2004 | Jiminy Glick in Lalawood                               | Ella mateixa                                | |
| 2004 | The Lion King 1 1/2                                    | Shenzi                                      | Veu |
| 2005 | The Aristocrats                                        | Ella mateixa                                | Documental |
| 2005 | Heroi de ratlles (Racing Stripes)                      | Frannie                                     | Veu |
| 2005 | The Magic Roundabout                                   | Ermintrude                                  | |
| 2006 | Doogal                                                 | Ermintrude                                  | Veu |
| 2006 | Everyone's Hero                                        | Darlin'                                     | Veu |
| 2006 | Farce of the Penguins                                  | Helen                                       | Veu |
| 2007 | Homie Spumoni                                          | Thelma                                      | |
| 2007 | If I Had Known I Was a Genius                          | Mom                                         | |
| 2007 | Nuremberg: A Vision Restored                           | Ella mateixa                                | Documental |
| 2007 | Mr. Warmth: The Don Rickles Project                    | Ella mateixa                                | Documental |
| 2007 | Our Country USA to Z                                   | Ella mateixa (veu)                          | Paper curt |
| 2007 | The Sophisticated Misfit                               | Ella mateixa                                | Documental |
| 2008 | Stream                                                 | Jodi                                        | |
| 2008 | Snow Buddies                                           | Miss Mittens                                | Veu |
| 2008 | Descendants                                            | Red Flower                                  | Veu |
| 2009 | Madea Goes to Jail                                     | Ella mateixa                                | cameo |
| 2009 | Stream                                                 | Jodi                                        | |
| 2010 | Toy Story 3                                            | Stretch                                     | Veu |
| 2011 | For Colored Girls                                      |                                             | |
| 2011 | A Little Bit of Heaven                                 | Déu                                         | |
| 2014 | Big Stone Gap                                          | Fleeta Mullins                              | |

### Televisió
| - Whoopi Goldberg: Direct from Broadway (1985) - Carol, Carl, Whoopi, and Robin (1987) - Whoopi Goldberg: Fontaine... Why Am I Straight? (1988) (també guió) - Pee-wee's Playhouse Christmas Special (estrella convidada 1988) - Star Trek: The Next Generation (estrella convidada des de 1988-1993 com Guinan) - My Past Is My Own (1989) - Kiss Shot (1989) - Tales from the Whoop: Hot Rod Brown Class Clown (1990) - Bagdad Cafe (1990 - 1991) - Tales from the Crypt (Dead Wait) (1991) - Captain Planet and the Planeteers (1990 - 1993) (veu) - Defenders of Dynatron City (1992) (veu) - A Different World (Temporada 4, Episodi 22) (1991) (professor) - The Whoopi Goldberg Show (1992 - 1993) - Yuletide in the 'hood (1993) (veu) - The Nanny (1993 - 1999) (Ella mateixa i fotògraf de casaments) - A Cool Like That Christmas (1994) (veu) - Denver the Last Dinosaur (1994) (veu) - The Sunshine Boys (1995) (Cameo) - Happily Ever After: Fairy Tales for Every Child (1995 - 1999) (veu) - Mother Goose: A Rappin' and Rhymin' Special (1997) (veu) - Rodgers and Hammerstein's Cinderella (1997) - A Knight in Camelot (1998) - The Hollywood Squares (1998-2002) (també productora) - Alice in Wonderland (1999) - Jackie's Back (1999) - Foxbusters (1999 - 2000) (veu) - Celebrity Dish (2000) | - Whose Line Is It Anyway? (2000) - The Magical Legend of the Leprechauns (1999) - Les arrels de la família (What Makes a Family) (2001) (també productora) - Digue'm Noel (Call Me Claus) (2001) (també productora) - Madeline: My Fair Madeline (2002) (veu) - It's a Very Merry Muppet Christmas Movie (2002) - Absolutely Fabulous - "Gay" (2002) - The Disco Ball (2003) - Good Fences (2003) (també productora) - Whoopi (2003 - 2004) (també productora) - Littleburg (2004) (cancel·lada després de cinc episodis) - Whoopi: Back to Broadway - the 20th Anniversary (2005) (també productora i guionista) - Just for Kicks (2006) (també productora) - Dawn French's Girls Who Do Comedy (2006) - Law & Order: Criminal Intent (2006) - Everybody Hates Chris (2006) - 30 Rock (2007-2009) - The View (2007-present) - Snow Buddies (2008) - A Muppet Christmas: Letters to Santa (2008) - Life on Mars (2008) (no surt als crèdits, cameo) - Meerkat Manor: The Story Begins (2008) (Narradora) - Friday Night with Jonathan Ross (2009) (estrella convidada) - Loose Women (2009) (estrella convidada) - The Justin Lee Collins Show (2009) (estrella convidada) - GMTV (2009) (estrella convidada) - The Electric Company (2009) (estrella convidada) - The Cleaner (2009) PK A sponsor for NA |

### Productora
- 2003: Més enllà de les barreres d'Ernest R. Dickerson

### Guionista
- Strong Medicine (sèrie TV)